# Fagner Conserva Lemos
Fagner Conserva Lemos (São Paulo, 11 de junio de 1989), conocido deportivamente como Fagner, es un futbolista brasileño. Juega de defensa y su equipo es el Cruzeiro E. C. del Campeonato Brasileño de Serie A.

## Selección nacional
Ha sido internacional con la selección de fútbol de Brasil. Ha jugado 10 partidos internacionales.
Tras la lesión de Dani Alves, fue convocado a la Copa Mundial de Fútbol de 2018. Fue el lateral derecho titular desde el partido frente a Costa Rica (2-0) hasta la eliminación de Brasil frente a Bélgica (1-2) en los cuartos de final.

### Participaciones en Eliminatorias al Mundial
| Eliminatorias                 | Resultado  | Partidos | Goles |
| ----------------------------- | ---------- | -------- | ----- |
| Eliminatorias Mundial de 2018 | 1.er lugar | 1        | 0     |

### Participaciones en Copas del Mundo
| Mundial                        | Sede  | Resultado        | Partidos | Goles |
| ------------------------------ | ----- | ---------------- | -------- | ----- |
| Copa Mundial de Fútbol de 2018 | Rusia | Cuartos de final | 4        | 0     |

### Participaciones en Copa América
| Copa              | Sede   | Resultado | Partidos | Goles |
| ----------------- | ------ | --------- | -------- | ----- |
| Copa América 2019 | Brasil | Campeón   | 0        | 0     |

## Clubes
| Club                         | País         | Año       |
| ---------------------------- | ------------ | --------- |
| S. C. Corinthians            | Brasil       | 2006-2007 |
| PSV Eindhoven                | Países Bajos | 2007-2008 |
| E. C. Vitória (cedido)       | Brasil       | 2007      |
| C. R. Vasco da Gama          | Brasil       | 2009-2012 |
| VfL Wolfsburgo               | Alemania     | 2012-2015 |
| C. R. Vasco da Gama (cedido) | Brasil       | 2013      |
| S. C. Corinthians (cedido)   | Brasil       | 2014      |
| S. C. Corinthians            | Brasil       | 2015-     |
| Cruzeiro E. C. (cedido)      | Brasil       | 2025-act. |

## Palmarés

### Campeonatos regionales
| Título              | Club              | País      | Año  |
| ------------------- | ----------------- | --------- | ---- |
| Campeonato Paulista | S. C. Corinthians | São Paulo | 2017 |
| Campeonato Paulista | S. C. Corinthians | São Paulo | 2018 |

### Campeonatos nacionales
| Título                        | Club                | País         | Año  |
| ----------------------------- | ------------------- | ------------ | ---- |
| Eredivisie                    | PSV Eindhoven       | Países Bajos | 2008 |
| Supercopa de los Países Bajos | PSV Eindhoven       | Países Bajos | 2008 |
| Copa de Brasil                | C. R. Vasco da Gama | Brasil       | 2011 |
| Campeonato Brasileño          | S. C. Corinthians   | Brasil       | 2015 |
| Campeonato Brasileño          | S. C. Corinthians   | Brasil       | 2017 |

### Campeonatos internacionales
| Título       | Club                | País   | Año  |
| ------------ | ------------------- | ------ | ---- |
| Copa América | Selección de Brasil | Brasil | 2019 |

### Distinciones individuales
| Distinción                                      | Año  |
| ----------------------------------------------- | ---- |
| Incluido en el XI ideal de la Copa Sudamericana | 2019 |